# 高橋幸治
高橋 幸治（、1935年〈昭和10年〉6月10日 - ）は、日本の俳優。
新潟県十日町市出身。新潟県立十日町高等学校、東洋大学経済学部卒業。

## 人物・来歴
大学在学中に宮口精二の運転手となる。
1959年、研究生として文学座に入る。
1963年の『日本の孤島』で初舞台。同年、新藤兼人脚本・監督の『母 (1963年の映画)』でデビュー。
1965年、NHK大河ドラマ『太閤記』の織田信長役に抜擢。信長役の演技が評判を呼び、局には助命嘆願が殺到するほどの人気を得た。
同年、映画『アンデスの花嫁』南米ロケから帰国後、過労のために入院したことを告知するのが遅れ、出演予定だった舞台公演に穴を空けたとして文学座を除籍。
しかし、人気は衰えず、1966年の『おはなはん』には主人公の夫・速水謙太郎中尉役で出演。
1973年、萬屋錦之介主演の『子連れ狼』では初代・柳生烈堂を演じる。
1974年の『丹下左膳』で主演。
1981年の『関ヶ原』では大谷刑部を演じる。
上述の作品を含め時代劇の大作・話題作に主演・メインで多く出演していた。
舞台でも『風とともに去りぬ』の初代レット・バトラー役に始まり、多くの作品に出演していたが、1990年代以降は出演数も減り、2001年以降、半ば引退状態となった。
その後も公の場に現れることはほぼなく、岐阜県土岐市の広報『広報とき』2005年5月1日号（NO1357）掲載の「特別インタビュー」が最後の姿になっている（当時69歳）。

## エピソード
- 『太閤記』では、当時放送局に多数のファンから「信長を殺すな」という投書が殺到し、本能寺の変の放送を当初の予定より1か月程度延期させたというエピソードがある[7]。また、『おはなはん』でも物語半ばで死去する設定の役であったが、『太閤記』と同様に多くの助命嘆願が寄せられ、死去の時期が延びている。
- 『壬生の恋歌』や『ゴジラvsビオランテ』で共演した同郷（新発田市出身）の三田村邦彦は、高橋が劇団時代に訛りを指摘され苦しんだ経験から「今の人は訛りがなくていい」と言われたという[8]。

## 出演作品

### テレビドラマ
- ヤシカ ゴールデン劇場「一族再会」（1960年10月26日、NTV）
- 青春放課後（1964年3月23日、NHK） - 三枝子の夫
- 東芝日曜劇場（TBS）
  - 第339回「こんど生まれたら」（1963年6月3日）
  - 第416回「父と子たち」（1964年11月22日、CBC）
  - 第573回「夜の波」（1967年12月3日）
  - 第1141回「鎌田敏夫シリーズ　緑の炎」（1978年10月22日、RKB）
  - 第1649回「うちの女房は指南番」（1988年8月14日、CBC）
- 七人の孫（1964年、TBS）
- 歩くときはひとり（1964年1月19日、NHK）
- ある日鳥のように（1964年5月1日、NHK）
- 幕末（1964年10月 - 1965年4月、TBS）
- 風雪「浪漫光茫」（1964年12月17日、NHK） - 平田禿木
- 大河ドラマ（NHK）
  - 太閤記（1965年） - 織田信長
  - 天と地と（1969年） - 武田信玄
  - 新・平家物語（1972年） - 源頼朝
  - 黄金の日日（1978年） - 織田信長
- 連続テレビ小説（NHK）
  - 『おはなはん』（1966年） - 速水謙太郎 役
  - 『凛凛と』（1990年4月〜9月） - 青木十四郎 役
- 源氏物語 第26話（1966年、MBS）
- 城砦（1966年、CX）
- 宴（1966年、NTV）
- レモンのような女 第2話「私は私－アクチュアルな女－より」（1967年5月17日、TBS）
- お庭番（1968年、NTV）
- 去年の秋（1968年、NHK）
- 飢餓海峡（1968年、NHK） - 樽見京一郎 役
- おもんの愛（1968年、NET）
- 五人の野武士 第1話「帰って来た剣豪」（1968年10月8日、NTV） - 石動孫三郎
- 吉田松陰（1969年10月 - 1970年3月、KTV） - 吉田松陰
- 朱鷺の墓（1970年、NHK） - イワーノフ少尉
- 宮本武蔵（1970年10月 - 1971年3月、NET） - 宮本武蔵
- 北斗王（1971年3月27日、NHK）
- 幻化[9][10]（1971年8月7日、NHK）
- 銀河ドラマ「長良川」（1971年11月、NHK）
- 徳川おんな絵巻 第31話「嵐の中の女」（1971年、KTV） - 田崎伸太郎
- ただいま浪人（1972年、CX）
- 鉄道100年　大いなる旅路（1972年4月 - 10月、NTV） - 井上勝
- 愛よ、いそげ!（1972年、TBS）
- 銀河テレビ小説（NHK）
  - 「芳兵衛物語」（1973年）
  - 「風の御主前」（1974年）
  - 「崖」（1975年）
- 子連れ狼（1973年、NTV） - 柳生烈堂
- 丹下左膳（YTV） - 丹下左膳[注 1]
  - 丹下左膳 乾坤篇 （1974年10月〜11月）[11]
  - 丹下左膳 こけ猿の壷篇 （1974年11月 - 1975年1月）[12]
- 裏切りの明日（1975年、TBS）
- 鏡の中の女（1975年、NET）
- シリーズ人間模様「火の路」（1976年4月8日 - 5月27日、NHK）
- 斑鳩の白い道の上に　ある聖徳太子論　前編・後編（1976年10月14日、21日、NHK）
- 暗い落日（1977年、NHK）
- わらの女（1977年、NHK）
- 日本の戦後 第3回（1977年6月23日、NHK）
- 風雪の海峡 青函トンネルは今…（1978年、CX）
- 八甲田山（1978年、MBS） - 山田少佐
- もう一人の不龍獅子虎　大友宗麟（1978年10月16日・17日、NHK）
- ザ・ネットワーク「風雪の海峡　青函トンネルは、今…」（1978年12月9日、CX）
- 土曜ワイド劇場「松本清張の種族同盟　湖上の偽装殺人事件」（1979年5月26日、ANB） - 矢野武
- 先生と11人の子どもたち－学童疎開の記録（1979年、CBC）
- 嵐の中のあいつ（1980年、CX）
- 女の熱帯（1980年、MBS）
- 歴史の涙（1980年、TBS）
- 特別企画7時間ドラマ「関ヶ原」（1981年1月2日・3日・4日、TBS） - 大谷刑部
- いのち燃ゆ（1981年、NHK） - 竜安
- 火曜サスペンス劇場（NTV）
  - 「さよならも言わずに消えた!」（1981年10月20日）
  - 「嫉妬」（1983年9月20日）
  - 「情事の報酬」（1984年5月1日）
  - 「ガラスの家族」（1985年12月17日）
  - 「土地狂乱殺人事件」（1987年12月8日）
  - 「魔術はささやく」（1990年4月3日） - 吉武浩一
  - 小京都ミステリー13「豊後路石仏殺人事件」（1995年1月3日） ‐ 倫戒・高木利夫
- 時代劇スペシャル / 風車の浜吉捕物綴 秘剣（1982年3月5日、CX） - 井島清作
- 立花登・青春手控え 第7話「帰ってきた」（1982年、NHK）
- 木曜ゴールデンドラマ「非行主婦・アル中の女」（1982年10月7日、YTV）
- ザ・サスペンス「お正月スペシャル　悪魔のような完全犯罪」（1983年1月1日、TBS）
- いつか来た道（1983年、NHK）
- 太陽にほえろ! 第571話「誘拐」（1983年、NTV） - 松尾謙三副社長
- 壬生の恋歌（1983年、NHK） - 近藤勇
- 長七郎江戸日記 第1シリーズ　スペシャル「長七郎立つ! 江戸城の対決」 （1984年10月4日、NTV） - 徳川家光
- 金曜女のドラマスペシャル（CX）
  - 「突然の余白」（1985年1月25日）
  - 「風の盆恋歌」（1986年8月29日）
- 松本清張サスペンス・隠花の飾り「お手玉　疑惑の渦のなかで女は…」（1986年6月16日、KTV）
- 夏樹静子サスペンス「妻のひとり旅　不倫か？生の証しか？東京－パリ」（1987年4月6日、KTV）
- 台所の聖女（1988年3月19日、NHK）
- 花王名人劇場「ザ・トラベルマン2」（1988年3月20日、KTV）
- 月曜・女のサスペンス（TX）
  - 「夏樹静子トラベルサスペンス 特別企画 青函特急から消えた男!」（1988年4月4日） - 酒田
  - 「彼岸花の女」（1988年10月31日）
- 秋のドラマスペシャル「父子の対話」（1989年11月20日、KTV）
- 新春時代劇スペシャル「樅ノ木は残った」（1990年1月2日、NTV） - 伊達兵部
- 時代劇スペシャル「柳生武芸帳2　柳生十兵衛五十人斬り」（1990年10月1日、NTV） - 島津義弘
- 赤頭巾快刀乱麻（1991年、NHK） - 山上一刀斉
- 金曜ドラマシアター「実録犯罪史シリーズ 新説・三億円事件 史上空前の現金強奪!! 少年A犯行の全真相…!?」（1991年12月27日、CX）
- 逃亡者（1992年、CX）
- 金曜エンタテイメント「横溝正史シリーズ・悪魔の手毬唄」（1993年9月24日、CX） - 仁礼嘉平
- 土曜ドラマ（NHK）
  - 黄昏の甘い恋歌　ときめき御用達・おばちゃまは元気印!（1994年9月17日） - 速水伸策
- ヒロシマ 原爆投下までの4か月（1996年、NHK） - 阿南惟幾
- 東京卒業（1996年、TBS）
- エデンの東（1997年、TBS）
- ちいさな橋を架ける（2001年1月7日、MBS）

### 映画
- 母（1963年、近代映画協会） - 春雄
- 結婚の設計（1963年、松竹）
- 二十一歳の父（1964年、松竹）
- 傷だらけの山河（1964年、大映）
- 馬鹿が戦車でやって来る（1964年、松竹） - 新吾
- 黒い猫（1965年、東映）
- 異聞猿飛佐助（1965年、松竹）
- 悪党（1965年、東宝） - 薬師寺次郎左衛門
- アンデスの花嫁（1966年、東宝） - 佐々木
- 妻二人（1967年、大映） - 柴田健三
- 死ぬにはまだ早い（1969年、東宝） - 松岡
- 姿三四郎（1970年、松竹） - 矢野正五郎
- 戦争と人間（日活） - 高畠正典
  - 戦争と人間 第一部（1970年）
  - 戦争と人間 第二部（1971年）
- 必殺仕掛人（1973年、松竹） - 西村左内
- メス（1974年、松竹） - 式根修三
- 沖田総司（1974年、東宝） - 土方歳三
- 天平の甍（1980年） - 阿部仲麻呂
- 連合艦隊（1981年、東宝） - 宇垣参謀長[13]
- グッドラック LOVE（1981年、東宝） - ヘンリー木村
- F2グランプリ（1984年、東宝） - 有田啓三
- 傷だらけの勲章（1986年、東宝） - 森本毅
- 帝都物語（1988年、東宝） - 幸田露伴
- ゴジラvsビオランテ（1989年、東宝） - 白神源壱郎[1][14][2]
- 丹波哲郎の大霊界2 死んだらおどろいた!!（1990年、松竹富士） - 矢代

### 舞台
- 日本の孤島（1963年）
- 風と共に去りぬ（1966年）
- ハムレット（1972年）
- 静御前（1974年）
- 早春スケッチブック（1984年）
- はなれ簪女おりん（1985年）
- BENT（1986年）
- 櫂（1989年）
- ルナ（1992年）
- かもめ（1994年）
- 怒涛（2000年）
- 冬の運動会（2001年）

### OVA
- 世界の光 親鸞聖人 第4巻（1992年） - 親鸞〈中年期〉

### その他
- 土岐市ふるさと創生事業　ドキュメンタリードラマ「バサラの器〜織部の出生の秘密」（1991年） - 古田織部、レポーター（土岐市美濃陶磁歴史館（公益財団法人土岐市文化振興事業団）でDVD上映）